# オポルト (飲食店)

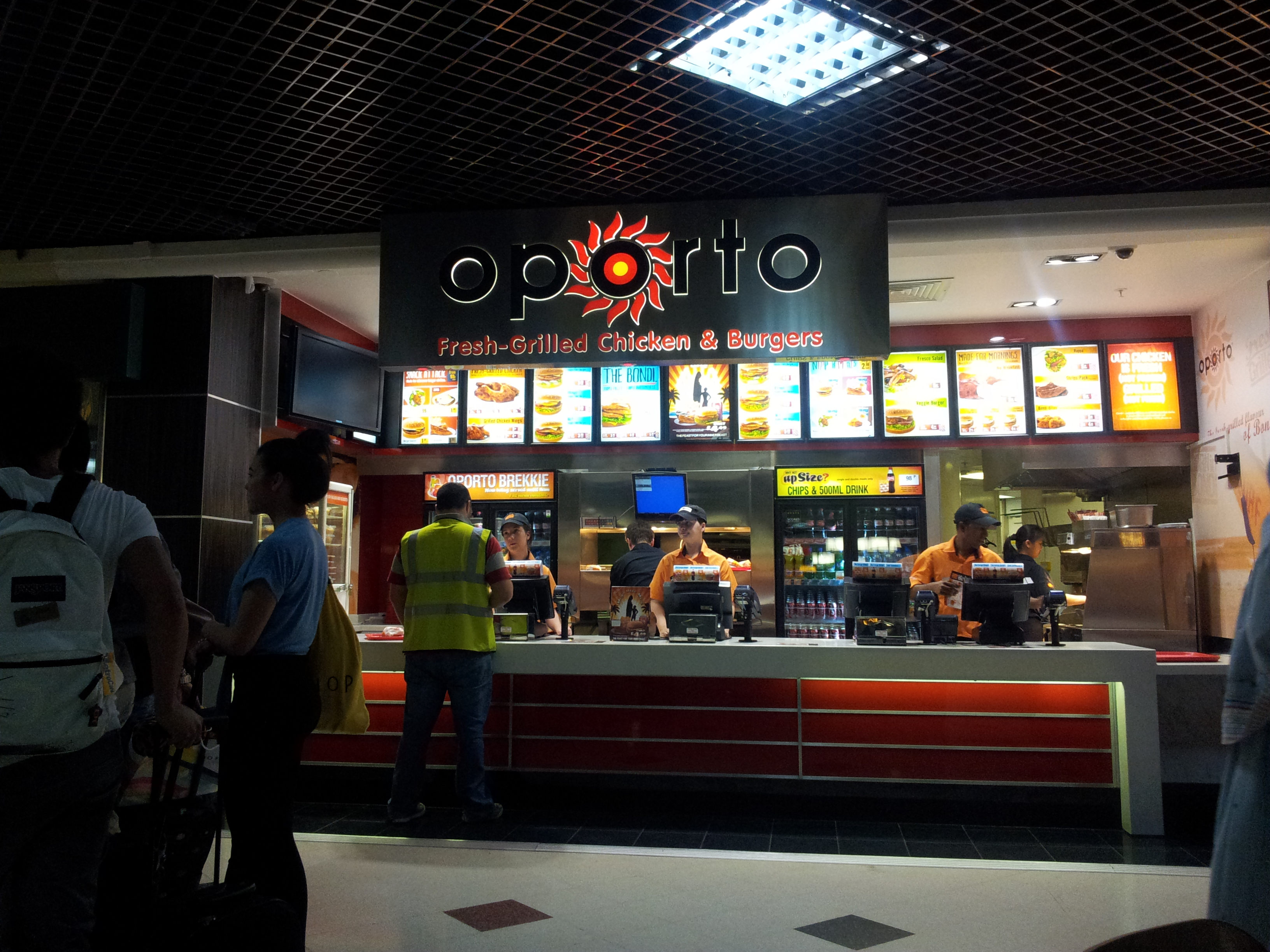
イギリス、ロンドンのヴィクトリア駅上にある「Victoria Place」内の店舗。

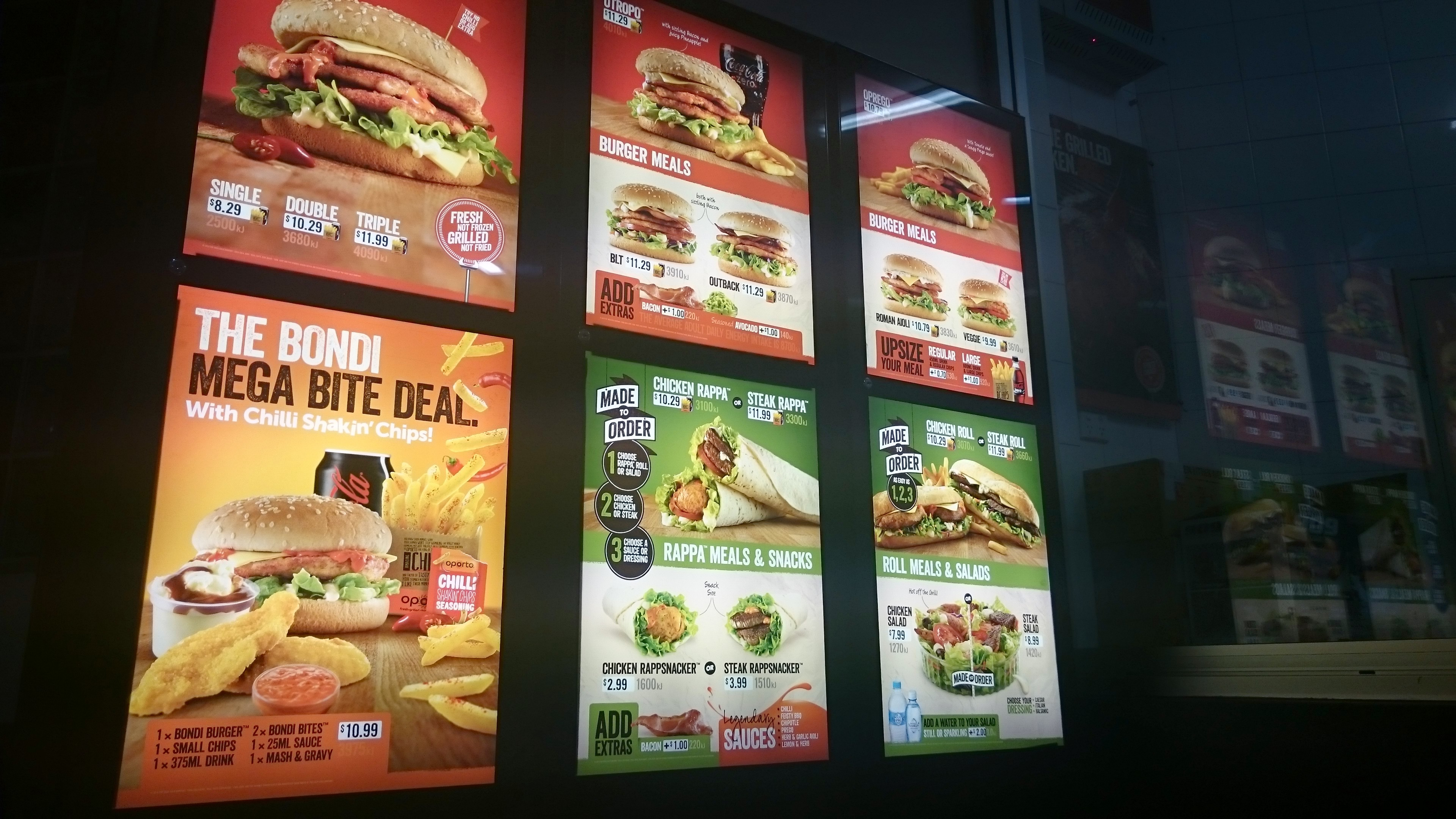
シドニーのドライブスルー型店舗のメニュー。

オポルト (Oporto) は、オーストラリアを拠点として国際的に展開している、ポルトガルをテーマとしたファーストフード・チェーン。オポルトの看板料理は、ポルトガル風の鶏肉（チキン）料理である。

## 国際展開
オポルトは、オーストラリア、ニュージーランド、アメリカ合衆国、イギリスに、100カ所以上のイートインやテイクアウト（オーストラリアなどでは「テイクアウェイ」）形式のレストランを構えているが、その大部分は、本社を置くオーストラリアのニューサウスウェールズ州内に位置している。以前は、中国の各地にも展開していた。

## 歴史
オポルトの最初の店は、1986年にポルトガル系オーストラリア人のアントニオ・セルケイラ (António Cerqueira) によって、ニューサウスウェールズ州ノース・ボンダイに開業したが、当時の店名は「ポルチュギーズ・スタイル・ボンダイ・チャーコール・チキン (Portuguese Style Bondi Charcoal Chicken)」といった。「オポルト」という名は、ポルトガル第2の都市であるポルト（別名オポルト）に由来している。
オポルトは、1995年に最初のフランチャイズ店を出し、2005年1月には、『Business Review Weekly』誌に、最も急成長しているチェーンとして紹介された。
2007年の時点で、ニューサウスウェールズ州に100店、クイーンズランド州に14店、ビクトリア州に8店、オーストラリア首都特別地域に5店、南オーストラリア州に5店、ニュージーランドに6店が展開していた。
2015年の時点では、ニューサウスウェールズ州に91店、クイーンズランド州に13店、ビクトリア州に9店、オーストラリア首都特別地域に5店、南オーストラリア州に10店、西オーストラリア州に10店、ニュージーランドに9店が展開していた。
一部の店舗は「オポルト・エクスプレス (Oporto Express)」と称して提供する商品を限っており、ほとんどの場合、こうした店では朝食メニューは提供されない。
オポルトは、2009年1月に、イギリスで最初の店をロンドンのヴィクトリア駅に出し、2011年2月25日には、アメリカ合衆国で最初の店をカリフォルニア州ランチョクカモンガに出した。現在では、オーストラリア、ニュージーランド、イギリス、アメリカ合衆国と、世界中に100以上の店舗が展開している。出店形態には、ドライブスルー、ショッピングセンター、路面店 (strip store) の3種類がある。
2007年7月、クアドラント・プライヴェイト・イクイティ (Quadrant Private Equity) と、クイック・サーヴィス・レストラン・ホールディングス (Quick Service Restaurant Holdings)（レッド・ルースターやチキン・トリートの所有企業）は、オポルトを買収した。
2011年6月、アーチャー・キャピタル (Archer Capital) が、クイック・サーヴィス・レストラン・ホールディングスをクアドラント・プライヴェイト・イクイティから、推定4億5000万ドルで、レッド・ルースターやチキン・トリートともども買収した。
2012年3月26日、オポルトは、その時点で中国に展開していた3店舗をすべて閉じた。
2013年、オポルトは西オーストラリア州最初の店舗を、サウス・パースに出した。

## 食べ物
オポルトのチリソースは、ポルトガル料理のピリピリを使ったソースで、唐辛子、ショウガ、ニンニクが含まれている。オポルトは、グリルされたチキンを中心に、様々なファーストフードの品々を提供している。
チキン製品のほか、ハンバーガー、ラップ、サラダ、副菜、デザート類も提供している。

## アイデンティティとマーケティング
オポルトは、同社が全面的にオーストラリア資本によって所有されている会社であると表明している。
オポルトのチェーンは、ファーストフードは健康的ではないという認識から距離を置くために、提供するチキンが「新鮮で、冷凍物ではなく、グリルされたもので、フライではない (fresh not frozen, grilled not fried)」と強調している。
この他にも、「Just gotta go!」、「Legendary Sauce with Irresistible Force」といったスローガンを用いている。